# Hugo Heinen

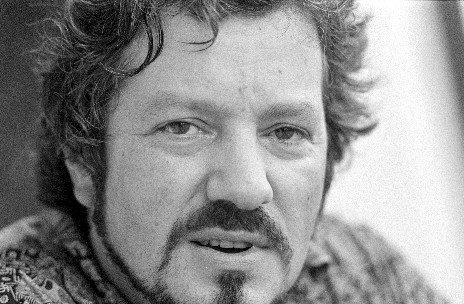
Hugo Heinen in 1990

Hugo Heinen (Utrecht, 7 maart 1944) is een Nederlands scenarioschrijver.
Heinen schreef onder andere de scenario's van de tv-series Pleidooi, Oud Geld en (onder het pseudoniem Geert van Dormaal) In naam der koningin. Verder was hij script-editor voor de film De Tweeling.
Schreef het scenario van de televisieserie I.M.
In 1992 ontving hij de Edmond Hustinxprijs voor toneelschrijvers.